# Електризація вибухових речовин
Електризація вибухових речовин (рос.электризация взрывчатых веществ, англ. electrization of explosives; нім. Elektrisierung f der Sprengstoffe m pl) – накопичення електричних зарядів на поверхні частинок вибухових речовин (ВР).
Найінтенсивніша Е. спостерігається в процесі просіювання в бункерах, пневматич. транспортування і інш. операцій, при яких відбувається переміщення ґранул і особливо пилоподібних частинок ВР одна відносно одної або відносно стінок трубопроводів, бункерів. Це може за певних умов викликати вибух зависі в трубопроводі або у відкритому просторі, вибух або загоряння порошкоподібних ВР в шарі, в бункерах розтарюючих установок.
Для забезпечення безпеки робіт пневмотрансп. системи, пристрої для просіювання ВР, розтарювання, бункери-накопичувачі та ін. заземляють.
Трубопроводи, що використовуються при пневмотранспорті пром. ВР, виконують електропровідними.
Для виключення небезпеки запалення пилу ВР в бункерах систематично очищають їх поверхні від осілого пилу і відсмоктують пил ВР з бункера.
Для зниження Е. ВР зволожують, вводять антистатичні домішки.